# Terrapin-Tower

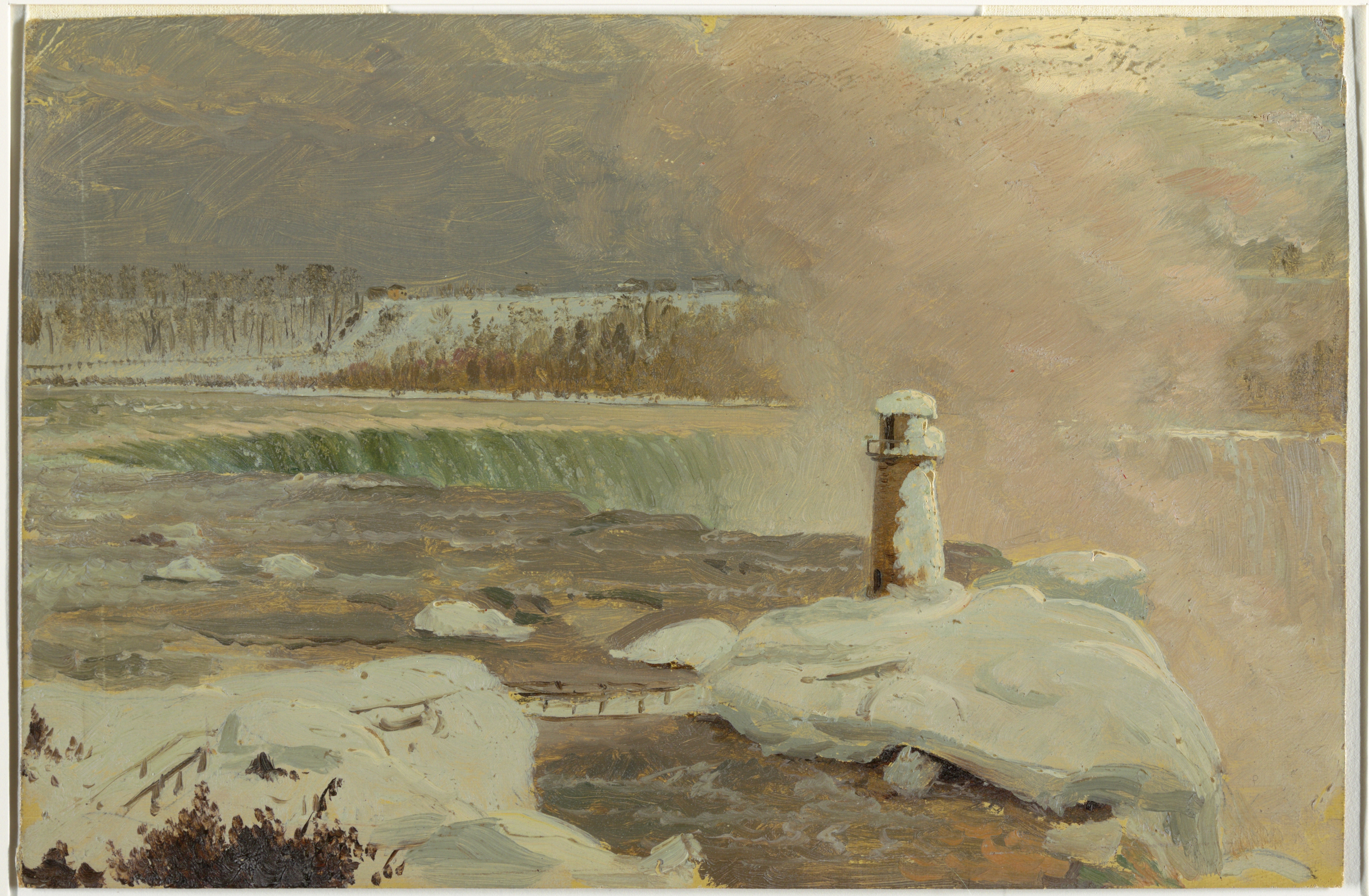
Drawing, Niagara River and Falls in Snow, March 1856, par Frederic Edwin Church, montre Terrapin-Tower et Terrapin Point

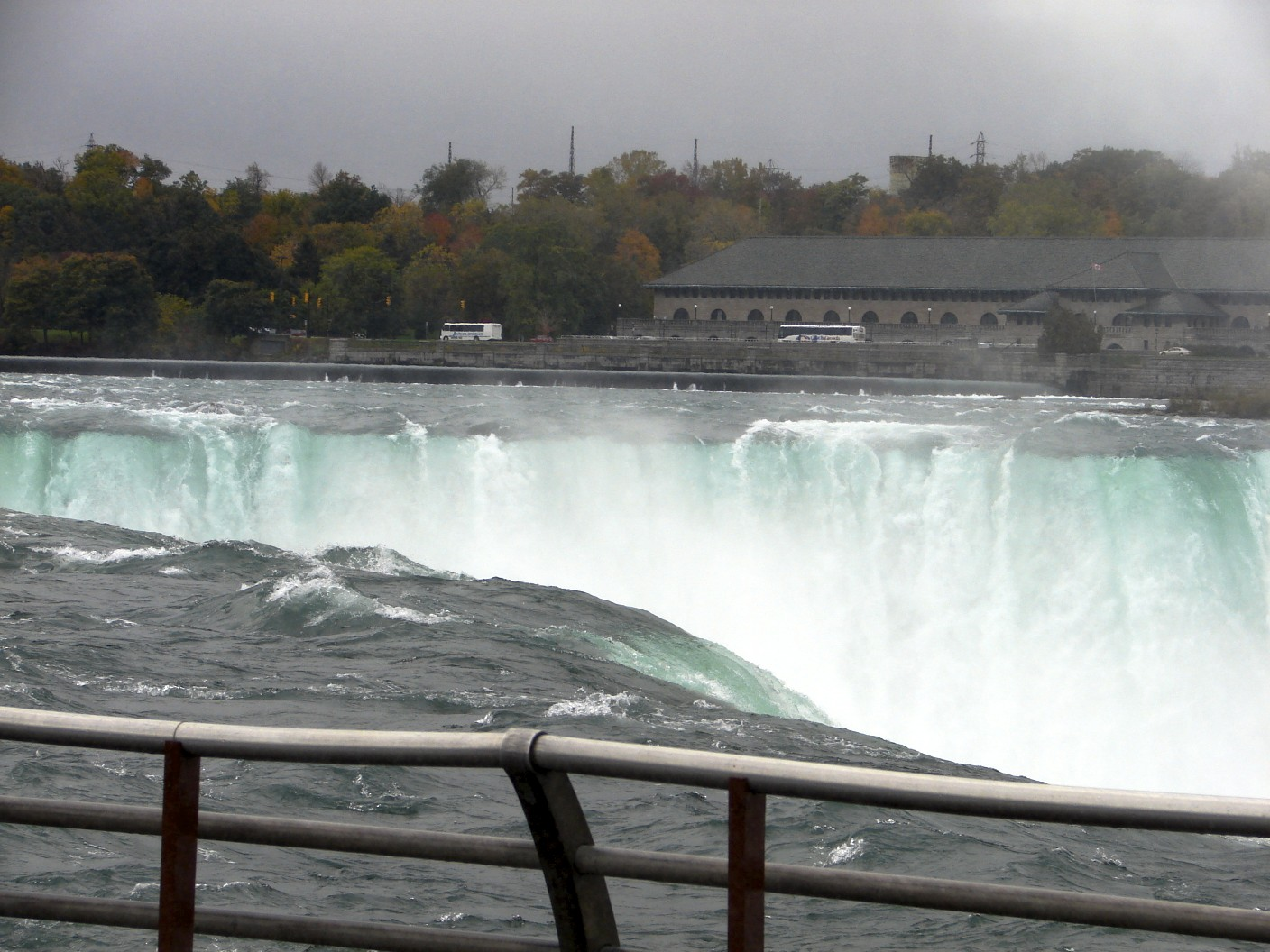
Vue des chutes du Fer-à-Cheval à partir de Terrapin Point

Terrapin-Tower, Terrapin Point ou encore Terrapin Rocks, est un point d'observation de Niagara Falls (New York) à la pointe ouest de Goat Island à la hauteur des chutes du Fer-à-Cheval. C'est l'une des deux principales zones d'observation qui surplombent les chutes et les basses gorges du Niagara du côté de New York, l'autre étant Prospect Point, plus en aval.

## Historique
Avant la seconde moitié du XXe siècle, Terrapin Point était un groupe de rochers au bord des chutes. Ils étaient alors connus sous le nom de Terrapin Rocks car ils ressemblaient à des tortues géantes.
En 1827, les frères Peter et Augustes Porter, alors propriétaires des terres du côté américain, construisent un pont en bois entre Goat Island et le bord des chutes. En 1833, ils ajoutent un bâtiment semblable à un phare, la Terrapin-Tower. Un escalier en colimaçon à l'intérieur permet aux visiteurs d'atteindre une plate-forme d'observation. Bien que la tour ait rapidement attiré de nombreux visiteurs, il y avait aussi des critiques qui la trouvaient dérangeante dénaturant la beauté des cascades. En 1873, les frères Porter se désintéressent de la Terrapin-Tower et la font abattre. Le pont reste puis est détruit en 1954.
Lors des travaux de dragage du cours supérieur de la rivière Niagara en 1953 pour répartir le débit d'eau plus uniformément le long de la crête des chutes Horseshoe, la terre et le remblai du dragage sont transférés à Terrapin Point, augmentant sa superficie et offrant aux visiteurs des meilleures vues de la chute. Cependant, cette zone est fermée aux touristes en 1969, en raison de la découverte de fissures dans la fondation rocheuse.
En 1983, le Corps du génie de l'armée des États-Unis fait exploser 25 000 tonnes de roches instables. Il construit aussi des barrages de dérivation et des murs de soutènement pour éloigner l'eau de Terrapin Point. Au total, 120 m des chutes Horseshoe sont éliminés, dont 30 m du côté canadien. Selon l'auteur Ginger Strand (en), les chutes Horseshoe sont maintenant entièrement au Canada. D'autres sources disent que « la plupart des » chutes Horseshoe se trouvent au Canada. La surface restante a été agrandie et rouverte aux touristes en septembre 1983.
C'est au large de Terrapin Point que l'acrobate Nik Wallenda a commencé sa marche sur fil au-dessus des chutes le 15 juin 2012. Il devient ainsi le premier homme à avoir marché sur une corde raide tendue entre les deux rives directement au-dessus des chutes du Niagara.
Terrapin-Tower apparaît dans le roman de Jules Verne Une ville flottante. Verne cite alors le géologue Robert Bakewell (chapitre XXXVII) qui a été consulté lors du recul de Terrapin-Tower.